# 野茉莉
野茉莉（学名：Styrax japonicus），为安息香科安息香属下的一个种。

## 扩展阅读
維基物種上的相關：野茉莉
[在维基数据编辑]
 《植物名實圖考·野茉莉》，出自吳其濬《植物名實圖考》